# Solnedgang
Solnedgang is een compositie van de Noor Johan Gottfried Conradi. Het is een lied op tekst van de Deense auteur, amateurmusicus en jurist Frantz Johannes Hansen (1810-1852). De tekst beschrijft een zonsondergang. Conradi is niet zozeer bekend vanwege het schrijven van muziek, maar meer in het (re)organiseren van koren. In 1843 richtte hij een mannenkoor op dat landelijk beroemd werd. Het bestond uit studenten medicijnen en ambachtslieden uit Christiania en omgeving. In 1845 richtte hij een koor bestaande uit handelaars op. Door deze stappen zorgde hij ervoor dat het zingen in koren niet alleen was voorbeschikt voor rijkelui. Zingen werd van iedereen.
Op 10 juli 1845 werd Den norske Studentersangforening (DnS) gesticht door Johan Diederich Behrens (1820-1890). Het lied werd door hem, ook leider in koormuziek, opgenomen in zijn Samling af flerstemmige Mandssange (Verzameling van polyfone mannenliederen). 
In de 21e eeuw werd het lied levend gehouden door DnS, het Studentenkoor van Oslo, het officiële mannenkoor van de Universiteit in Oslo.
De tekst luidt:
Det spredes mer og mer det dunkle graa,
mildt aftensolen ser paa grønne strande;
havflaten samler opp det smukke blaa,
som svømmet himlen paa de dype vande.
Hvor deilig skinner vesten over muld,
det er som himlen hist i aftenstille
opsamlet i sitt skjød alt jordens guld,
at ei det skulde brødres hjerter skille.
Fred mellem mennesker! Guds fred paa jord!
Hans dugg paa hver uskyldig blomst hernede!
Du gyldne sol, som daler mild og stor,
O, dal ei over nogen broders vrede.